# Discorsopagurus schmitti
Discorsopagurus schmitti is een tienpotigensoort uit de familie van de Paguridae. De wetenschappelijke naam van de soort is voor het eerst geldig gepubliceerd in 1925 door Stevens.